# Zámecké návrší Litomyšl
Zámecké návrší je veřejné prostranství v Litomyšli zhruba vymezené zámkem Litomyšl, přilehlými zámeckými budovami a kostelem Nalezení sv. kříže.

## Historie
První zmínka o Litomyšli a jeho návrší v Kosmově kronice české se vztahuje k roku 981 (Lutomisl). V jedenáctém století na litomyšlském návrší stával strážní hrad střežící panství Slavníkovců a nedaleko procházející obchodní cestu evropského významu – tzv. Trstěnickou stezku. Po vyvraždění Slavníkovců roku 995 přešlo území do rukou Přemyslovců. Olomoucký biskup Jindřich Zdík pozval do Litomyšle v polovině 12. století řád premonstrátů a založil roku 1145 premonstrátský klášter Olivetská hora (latinsky Mons Oliveti) – dnešní Zámecké návrší. Lze předpokládat, že již v této době začalo na návrší vaření piva. Středověké kláštery byly zcela soběstačnými hospodářskými jednotkami a o středověkých klášterních pivovarech existuje řada dokladů odjinud. Karel IV. v roce 1344 založil na Zámeckém návrší biskupství litomyšlské. Jeho konec nastal vypleněním husity v roce 1425. Roku 1432 bylo Litomyšlské návrší připsáno husitskému pánu Vilému Kostkovi z Postupic. Návrší se stalo na více než 100 let centrem reformačních církví s jejich konečnou formou českých bratří z roku 1475. Bohatá kulturní a vzdělávací činnost českých bratří skončila v roce 1546. V roce 1548 odešli – podle legendy z Růžového paloučku – do emigrace. Za působení Kostků z Postupic v Litomyšli došlo v roce 1460 ke zničujícímu požáru a kolem roku 1460 bylo na Zámeckém návrší založeno tzv. Nové město. To založil Bohuš II. Kostka i se špitálem, školou a tiskárnou. V roce 1552 byla Litomyšl připsána rodu Pernštejnů. Vratislav II. z Pernštejna nechal zbourat řadu budov návrší, aby zde mohl vystavět zámek ve stylu italské renesance. Tento velkorysý a vzdělaný velmož nechal zámek postavit pro svou ženu Marii Manrique de Lara y Mendoza. Poslední z rodu Perštejnů paní Frebonie z Pernštejna pozvala roku 1640 na zámecké návrší řád piaristů. Ti měli zásadní vliv na dnešní podobu zámeckého návrší. Hned po svém příchodu začali s výstavbou piaristické koleje a později také gymnázia. Po Bílé hoře převzal vládu nad návrším rod Trauttmansdorffů. Na počátku 18. století bylo rozhodnuto o stržení starého dřevěného kostela zasvěceného Panně Marii a stavbě nového chrámu. František Václav z Trauttmansdorffu povolal na návrší architekta Giovanniho Battistu Alliprandiho a později Františka Maxmiliána Kaňku a vznikla tak nejvýznamnější památka působení piaristů na návrší – barokní skvost Chrám nalezení sv. Kříže (dokončen 1721). Činnost piaristů končí s koncem 19. století. V 19. století město i zámecké návrší ztrácelo na významu. Známým zůstávalo piaristické gymnázium. 2. března roku 1824 se na Zámeckém návrší narodil dnes světově známý skladatel Bedřich Smetana. Od roku 1949 je Zámecké návrší dějištěm Mezinárodního operního festivalu Smetanova Litomyšl.

## Zámecké návrší jako organizace
Zámecké návrší je také příspěvková organizace města Litomyšl, která vznikla po dokončení projektu Revitalizace zámeckého návrší v Litomyšli, v jehož rámci bylo rekonstruováno 11 budov a volných prostranství v zámeckém areálu památky UNESCO, zámku Litomyšl. Na projektu se podílela čtveřice renomovaných českých architektonických kanceláří: AP Atelier Josefa Pleskota (předzámčí, Zámecký pivovar), Atelier HŠH (jízdárna, horní nádvoří, konírna, kočárovna a zámecký park), Marek Štěpán (chrám Nalezení sv. Kříže), Atelier Burian – Křivinka (Piaristická kolej + přístavba).
Hlavním účelem organizace Zámecké návrší je péče o areál zámeckého návrší v Litomyšli a organizace jeho provozu. Zámecké návrší zajišťuje produkci kulturních a společenských akcí a pronájmy konferenčních sálů, provozuje dětský návštěvnický program "Litomyšlení" a realizuje vzdělávací projekt "Škola na zámku". Organizace spravuje jednu z nejvýznamnějších barokních památek Východních Čech, piaristický chrám Nalezeni sv. Kříže, jehož autorem je Giovanni Battista Alliprandi a výzdoba pochází z dílny Matyáše Bernarda Brauna.